# 18e cérémonie des Empire Awards
La 18e cérémonie des Empire Awards,  organisée par le magazine britannique Empire, a eu lieu le 24 mars 2013, et a récompensé les films sortis l'année précédente.
Les récompenses sont votées par les lecteurs du magazine.

## Palmarès

### Meilleur film
- Skyfall
  - Django Unchained
  - Le Hobbit : Un voyage inattendu (The Hobbit: An Unexpected Journey)
  - The Dark Knight Rises
  - Avengers (The Avengers)

### Meilleur film britannique
- Sightseers
  - Dredd
  - La Dame en noir (The Woman in Black)
  - Les Misérables
  - Skyfall

### Meilleur réalisateur
- Sam Mendes - Skyfall
  - Joss Whedon - Avengers (The Avengers)
  - Christopher Nolan - The Dark Knight Rises
  - Quentin Tarantino - Django Unchained
  - Peter Jackson - Le Hobbit : Un voyage inattendu (The Hobbit: An Unexpected Journey)

### Meilleur acteur
- Martin Freeman - Le Hobbit : Un voyage inattendu (The Hobbit: An Unexpected Journey)
  - Christoph Waltz - Django Unchained
  - Daniel Day-Lewis - Lincoln
  - Daniel Craig - Skyfall
  - Robert Downey Jr. - Avengers (The Avengers)

### Meilleure actrice
- Jennifer Lawrence - Hunger Games
  - Anne Hathaway - The Dark Knight Rises
  - Judi Dench -  Skyfall
  - Jessica Chastain - Zero Dark Thirty
  - Naomi Watts - The Impossible

### Meilleur espoir masculin
- Tom Holland - The Impossible
  - Domhnall Gleeson - Anna Karénine (Anna Karenina)
  - Suraj Sharma -  L'Odyssée de Pi (Life of Pi)
  - Rafe Spall - L'Odyssée de Pi (Life of Pi)
  - Steve Oram - Sightseers

### Meilleur espoir féminin
- Samantha Barks - Les Misérables
  - Alicia Vikander - Anna Karénine (Anna Karenina)
  - Quvenzhané Wallis -  Les Bêtes du sud sauvage (Beasts of the Southern Wild)
  - Alice Lowe - Sightseers
  - Holliday Grainger - De grandes espérances (Great Expectations)

### Meilleur thriller
- Headhunters
  - Skyfall
  - Argo
  - The Raid
  - Zero Dark Thirty

### Meilleur film fantastique ou de science-fiction
- Le Hobbit : Un voyage inattendu (The Hobbit: An Unexpected Journey)
  - Looper
  - Avengers (The Avengers)
  - Prometheus
  - Dredd

### Meilleure comédie
- Ted
  - Moonrise Kingdom
  - 21 Jump Street
  - Happiness Therapy (Silver Linings Playbook)
  - Les Pirates ! Bons à rien, mauvais en tout (Pirates! Band of Misfits)

### Meilleur film d'horreur
- La Dame en noir (The Woman in Black)
  - Sightseers
  - Sinister
  - Dark Shadows
  - La Cabane dans les bois (Cabin In The Woods)

### Meilleur film en 3D
- Dredd
  - L'Odyssée de Pi (Life of Pi)
  - Le Hobbit : Un voyage inattendu (The Hobbit: An Unexpected Journey)
  - Avengers (The Avengers)
  - Prometheus

### Done in 60 Seconds
- Philip Askins

### Empire Hero Award
- Daniel Radcliffe

### Empire Inspiration Award
- Sam Mendes

### Empire Icon Award
- Helen Mirren